# Henri Hens
Henri Hens, (Anvers, 6 de desembre de 1889 - Ídem, 20 de febrer de 1963) fou un ciclista belga, que es va especialitzar en la pista. Va guanyar una medalla d'or al Campionat del món de Mig fons de 1910.

## Palmarès
- 1910
  -  Campió del món amateur de mig fons
  -  Campió de Bèlgica amateur en mig fons